# Can Corretger (Aiguaviva)
Can Corretger és un edifici del municipi d'Aiguaviva (Gironès) que forma part de l'Inventari del Patrimoni Arquitectònic de Catalunya.

## Descripció
És una casa pairal situada molt a prop de l'autopista, al costat del Mas Renart. Construïda a principis del segle xvii i de la mateixa família que la mencionada anteriorment. Primitivament de planta quadrada, va anar evolucionant en successives reformes. Està coberta a quatre vents per una construcció posterior. Un rellotge data de 1590 mentre que una finestra ens senyala l'any 1647, del mateix any figura l'escala de pedra. També hi figura la següent inscripció: "BALDIRI BOADA I CORRETGER". Aquest es mantingué com l'edifici principal, mentre Can Renart es convertí en masoveria.